# Belgrandiella hershleri
Belgrandiella hershleri е вид охлюв от семейство Hydrobiidae. Видът е уязвим и сериозно застрашен от изчезване.

## Разпространение и местообитание
Разпространен е в Словения.
Обитава сладководни басейни и потоци.